# Atlético Madrid (Superleague Formula)
Atlético de Madrid is een Spaans racingteam dat deelneemt aan de Superleague Formula. Het team is gebaseerd op de voetbalclub Atlético Madrid dat deelneemt aan de Primera División.

## 2008
In het eerste seizoen miste Atlético Madrid het eerste raceweekend op Donington Park. Het team maakte zijn entree op de Nürburgring met als coureur de Spaanse Andy Soucek. Het team finishte als 18e en laatste in het kampioenschap. Tijdens het seizoen werd het team gerund door EuroInternational.

## 2009
In 2009 reed de Nederlandse Chinees Ho-Pin Tung de eerste drie races van het seizoen, met als beste resultaat een tweede plaats op Zolder. De laatste drie races werd María de Villota de eerste vrouw die deelnam aan de Superleague Formula. Het team finishte als 15e in het kampioenschap. Alan Docking Racing runde het team dit seizoen.

## 2010
In 2010 reed de Australiër John Martin het eerste weekend op Silverstone. Vanaf het tweede raceweekend op Assen rijdt María de Villota weer, en zal Martin naar een nieuw, nog onbekend team gaan. Alpha Team zal dit seizoen de auto runnen.
Actief in 2011: RSC Anderlecht · Atlético Madrid · Team Australië · Team Brazilië · Team China · Team Engeland · Galatasaray SK · Girondins de Bordeaux · Team Japan · Team Luxemburg · Team Nederland · Team Nieuw-Zeeland · PSV Eindhoven · Team Rusland · Sparta Praag · Team Zuid-Korea
Niet actief: Al Ain FC · FC Basel · Beijing Guoan · Borussia Dortmund · SC Corinthians Paulista · Clube de Regatas do Flamengo · Liverpool FC · FC Midtjylland · AC Milan · Olympiakos Piraeus · Olympique Lyonnais · FC Porto · Glasgow Rangers · AS Roma · Sevilla FC · Sporting Clube de Portugal · Tottenham Hotspur FC